# Wysszaja liga czempionata SSSR po futbołu (1990)
Rozgrywki radzieckiej wyższej ligi w sezonie 1990 były pięćdziesiątymi drugimi w historii radzieckiej pierwszej ligi. W rozgrywkach wzięło udział trzynaście drużyn, w tym jedna, która awansowała z drugiej ligi – CSKA Moskwa. Przed rozpoczęciem sezonu wycofały się gruzińskie Dinamo Tbilisi i beniaminek Guria Lanczchuti, które przystąpiły do gruzińskiej pierwszej ligi. Z kolei Žalgiris Wilno wycofał się po pierwszej kolejce ligowej i porażce 0:1 z Czornomorcem Odessa. Przeniósł się do litewskiej pierwszej ligi. Mistrzowski tytuł po raz 13-ty (rekord) wywalczyła drużyna Dynama Kijów. Współkrólami strzelców ligi zostali Ołeh Protasow z Dynama Kijów i Walerij Szmarow ze Spartaka Moskwa, którzy zdobyli po 12 goli.

## Drużyny
| Drużyna     | Miasto          | Republika      | Stadion                     | Pojemność | Pozycja w 1989 |
| ----------- | --------------- | -------------- | --------------------------- | --------- | -------------- |
| Ararat      | Erywań          | Armeńska SRR   | Stadion Hrazdan             | 55,000    | 12.            |
| CSKA        | Moskwa          | Rosyjska FSRR  | Łużniki                     | 84,745    | D1, 1.         |
| Czornomoreć | Odessa          | Ukraińska SRR  | Stadion Centralny w Odessie | 34,000    | 6.             |
| Dinamo      | Moskwa          | Rosyjska FSRR  | Stadion Dinamo              | 36,540    | 8.             |
| Dnipro      | Dniepropetrowsk | Ukraińska SRR  | Stadion Meteor              | 24,300    | 2.             |
| Dynama      | Mińsk           | Białoruska SRR | Stadion Dynama Mińsk        | 41,000    | 9.             |
| Dynamo      | Kijów           | Ukraińska SRR  | Stadion Dynamo              | 30,000    | 3.             |
| Metalist    | Charków         | Ukraińska SRR  | Stadion Metalist            | 30,000    | 7.             |
| Pamir       | Duszanbe        | Tadżycka SRR   | Stadion Pamir               | 30,000    | 13.            |
| Rotor       | Wołgograd       | Rosyjska FSRR  | Stadion Centralny           | 38,000    | 10.            |
| Spartak     | Moskwa          | Rosyjska FSRR  | Łużniki                     | 84,745    | 1.             |
| Szachtar    | Donieck         | Ukraińska SRR  | Stadion Szachtar            | 31,700    | 14.            |
| Torpedo     | Moskwa          | Rosyjska FSRR  | Łużniki                     | 84,745    | 5.             |

## Tabela końcowa sezonu
| Lp. | Drużyna                | M  | Z  | R  | P  | Bramki | Bramki | Różn. | Pkt | Uwagi                                   |
| --- | ---------------------- | -- | -- | -- | -- | ------ | ------ | ----- | --- | --------------------------------------- |
| 1   | Dynamo Kijów (M)       | 24 | 14 | 6  | 4  | 44     | 20     | +24   | 34  | Puchar Europy • 1/8 finału              |
| 2   | CSKA Moskwa            | 24 | 13 | 5  | 6  | 43     | 26     | +17   | 31  | Puchar Zdobywców Pucharów • 1/16 finału |
| 3   | Dinamo Moskwa          | 24 | 12 | 7  | 5  | 27     | 24     | +3    | 31  | Puchar UEFA • 1/16 finału               |
| 4   | Torpedo Moskwa         | 24 | 13 | 4  | 7  | 28     | 24     | +4    | 30  | Puchar UEFA • 1/16 finału               |
| 5   | Spartak Moskwa         | 24 | 12 | 5  | 7  | 39     | 26     | +13   | 29  | Puchar UEFA • 1/16 finału               |
| 6   | Dnipro Dniepropetrowsk | 24 | 11 | 6  | 7  | 39     | 26     | +13   | 28  |                                         |
| 7   | Ararat Erywań          | 24 | 8  | 7  | 9  | 25     | 23     | +2    | 23  |                                         |
| 8   | Szachtar Donieck       | 24 | 6  | 10 | 8  | 23     | 31     | −8    | 22  |                                         |
| 9   | Czornomoreć Odessa     | 24 | 8  | 3  | 13 | 23     | 29     | −6    | 19  |                                         |
| 10  | CSKA Pomir Duszanbe    | 24 | 7  | 4  | 13 | 26     | 34     | −8    | 18  |                                         |
| 11  | Metalist Charków       | 24 | 5  | 8  | 11 | 13     | 28     | −15   | 18  |                                         |
| 12  | Dynama Mińsk           | 24 | 6  | 3  | 15 | 20     | 34     | −14   | 15  |                                         |
| 13  | Rotor Wołgograd        | 24 | 4  | 6  | 14 | 14     | 39     | −25   | 14  | Spadek do Pierwoj Ligi                  |

## Najlepsi strzelcy
źródło: rsssf.com (ang.)
12 goli
- Ołeh Protasow (Dynamo K.)
- Walerij Szmarow (Spartak M.)

10 goli
- Eduard Son (Dnipro)

9 goli
- Mykoła Kudrycki (Dnipro)
- Aleksandr Mostowoj (Spartak M.)
- Muhsin Muhammadijew (Pamir)
- Siergiej Juran (Dynamo K.)

8 goli
- Igor Korniejew (CSKA)
- Walerij Masalitin (CSKA)
- Jurij Sawiczew (Torpedo)

## Nagrody
33 najlepszych piłkarzy ligi za sezon 1990:
Bramkarze
1. Aleksandr Uwarow (Dinamo M.)
2. Stanisław Czerczesow (Spartak M.)
3. Walerij Saryczew (Torpedo)

|  | Prawi obrońcy 1. Wasilij Kulkow (Spartak M.) 2. Dmitrij Galamin (CSKA) 3. Andrij Judin (Dnipro) | Prawi-środkowi obrońcy 1. Andriej Czernyszow (Dinamo M.) 2. Achrik Cwejba (Dynamo K.) 3. Wadim Rogowskoj (Torpedo) | Lewi-środkowi obrońcy 1. Boris Pozdniakow (Spartak M.) 2. Serhij Szmatowałenko (Dynamo K.) 3. Aleksandr Połukarow (Torpedo) | Lewi obrońcy 1. Ołeh Kuzniecow (Dynamo K.) 2. Andrij Sydelnykow (Dinamo M.) 3. Siergiej Fokin (CSKA) |

|  | Prawi pomocnicy 1. Andriej Kanczelskis (Szachtar) 2. Hennadij Perepadenko (Spartak M.) 3. Mykoła Kudrycki (Dnipro) | Prawi-środkowi pomocnicy 1. Ołeksij Mychajłyczenko (Dynamo K.) 2. Dmitrij Kuzniecow (CSKA) 3. Andriej Kobielew (Dinamo M.) | Lewi-środkowi pomocnicy 1. Igor Szalimow (Spartak M.) 2. Walerij Broszyn (CSKA) 3. Nikołaj Sawiczew (Torpedo) | Lewi pomocnicy 1. Igor Dobrowolski (Dinamo M.) 2. Hennadij Łytowczenko (Dynamo K.) 3. Władimir Tatarczuk (CSKA) |

|  | Prawi napastnicy 1. Aleksandr Mostowoj (Spartak M.) 2. Ołeh Protasow (Dynamo K.) 3. Jurij Tiszkow (Torpedo) | Lewi napastnicy 1. Siergiej Juran (Dynamo K.) 2. Igor Koływanow (Dinamo M.) 3. Walerij Szmarow (Spartak M.) |

| Mistrz ZSRR w sezonie 1990     |
| ------------------------------ |
| ZSRR                           |
| Dynamo Kijów 13 tytuł (rekord) |